# Edda (Vorname)
Edda ist ein weiblicher Vorname. Seine altdeutsche Bedeutung ist „Segen“, oder er ist abgeleitet von Edwina.

## Herkunft und Bedeutung
Die Etymologie des Wortes „Edda“ ist unsicher. Möglich ist die Bedeutung „Urgroßmutter“ (altisländ. edda), wodurch einerseits das hohe Alter, andererseits das tiefe Wissen gekennzeichnet werden soll. Vielleicht stammt es auch von altisländ. óðr (Dichtkunst, Poesie) oder von Oddi, einem Ort in Südwestisland. Eine Ableitung von latein. edere (schreiben, publizieren) ist ebenfalls in Betracht zu ziehen.
Für den Namen Edda gab es in älteren Verzeichnissen der katholischen Kirche einen Namenspatron, sprich einen Namenstag. Heute taucht dieser Name nur noch selten auf. Edda ist häufig auch die Kurzform von Namen, die mit „Ed-“ oder „Edel-“ gebildet werden.

## Namensträgerinnen
- Edda Ahrberg (* 1954), deutsche evangelische Theologin und Autorin
- Edda Albertini (1926–1998), italienische Schauspielerin
- Edda Baumann-von Broen (* 1964), deutsche Filmproduzentin, Regisseurin und Autorin
- Edda Blanck-Kurtzer, bekannt als Molly Luft (1944–2010), Berliner Original
- Edda Bosse (* 1953), deutsche Journalistin und Kirchenfunktionärin
- Edda Buding (1936–2014), deutsche Tennisspielerin
- Edda Ciano (1910–1995), Tochter von Benito Mussolini
- Edda Dentges (* 1946), deutsche Schauspielerin
- Edda Egger (1910–1993), österreichische Politikerin (ÖVP)
- Edda Ewert (* im 20. Jahrhundert), deutsche Goalballspielerin
- Edda Goede (* 1940), deutsche Politikerin (SPD)
- Edda Göring (1938–2018), Tochter von Hermann Göring
- Edda Grossman (* 1958), deutsche Malerin
- Edda van Heemstra, Tarnname von Audrey Hepburn (1929–1993), britisch-niederländische Schauspielerin
- Edda Heymel (* 1951), deutsche Politikerin (SPD)
- Edda Huther (* 1940), deutsche Richterin
- Edda Kainz (* 1940), österreichische Skirennläuferin
- Edda Klatte (* 1953), deutsche Leichtathletin
- Edda Leesch (* 1962), deutsche Schauspielerin
- Edda Minck (* 1958), deutsche Schriftstellerin
- Edda Moser (* 1938), deutsche Sängerin (Sopran)
- Edda Müller (* 1942), deutsche Politikerin
- Edda Mutter (* 1970), deutsche Skirennläuferin
- Edda Petri (Schauspielerin) (* 1966), deutsche Schauspielerin und Autorin
- Edda Pulst (* 1960), deutsche Wirtschaftsinformatikerin
- Edda Rönckendorff (1924–1989), deutsche Schriftstellerin und Übersetzerin
- Edda Schliepack (* 1940), deutsche Politikerin (CDU)
- Edda Schnittgard (* 1971), deutsche Musikerin, Kabarettistin, Autorin und Regisseurin
- Edda Schönherz (* 1944), deutsche Fernsehjournalistin und Autorin
- Edda Seidl-Reiter (1940–2022), österreichische Textilkünstlerin und Malerin
- Edda Seippel (1919–1993), deutsche Schauspielerin
- Edda Skibbe (* 1965), deutsche Illustratorin
- Edda Stelck (1939–2014), deutsche Pädagogin und Aktivistin
- Edda Straakholder (* 1954), deutsche Kirchenmusikerin
- Edda Trocha (* 1949), deutsche Leichtathletin
- Edda Weigand, geb. Gebhard (* 1943), deutsche Linguistin
- Edda Weßlau (1956–2014), deutsche Kriminologin